# Aeroportul Lensk
Aeroportul Lensk (IATA: ULK, ICAO: UERL) este un aeroport din Lensk⁠(d), Q23898789⁠(d), Lensky District, Sakha Republic⁠(d), Iacutia, Rusia ce deservește zona Lensk⁠(d). Aeroportul a fost tranzitat în 2021 de 32.872 de pasageri. A fost numit după zona deservită.
Situat la o altitudine de 244 m, aeroportul dispune de o singură pistă.